# Abdul Qadir Dagarwal
Abdul Qadir Dagarwal (1944, Herat - 22 de abril de 2014) foi um politico e militar afegão.
Participou do golpe de Estado 1973 que criou a República do Afeganistão sob a presidência de Mohammed Daoud Khan. Atuou mais tarde como o líder do país por três dias, quando o Partido Democrático do Povo do Afeganistão tomou o poder na Revolução de Saur de 1978 e declarou a fundação da República Democrática do Afeganistão, como um dos chefes Conselho Revolucionário.

## Revolução republicana de 1973
O antigo primeiro-ministro Mohammed Daoud Khan liderou o golpe com o General Abdul Karim Mustaghni, que era um chefe das forças armadas. Daoud prometeu uma reforma radical no país, como a legislação dos partidos políticos e outras reformas. O Parcham continha quatro ministérios no governo de  Daoud. Como um membro do Parcham, Qadir foi nomeado como vice-comandante da Força Aérea Afegã, enquanto outro apoiador dos Parcham, o Major Zia Mohammadzi Zia, foi nomeado chefe do exército. Entretanto, em 1974 Daoud afastou muitos ministros Parcham do governo. Qadir foi rebaixado para o abatedor militar de Cabul. Muitos aliados Parcham, incluindo o Major Qadir, fizeram aliança com o Khalq.
Em abril de 1978, Daoud e o seu ministro do interior, o General Abdul Qadir Khan Nuristani, iniciaram uma pequena repressão no Partido Democrático do Povo do Afeganistão (PDPA). O Major Qadir e o Coronel Mohammad Aslam Watanjar, outro líder do PDPA no exército, escaparam da prisão e no dia 27 de abril, Hafizullah Amin foi capaz de reiniciar o golpe.

## Revolução de Saur
Ele ordenou o ataque contra o forte Arg, e contra o Palácio real do presidente Mohammad Daoud Khan. O comandante dos tanques no solo era o coronel  Aslam Watanjar, do primeiro batalhão da 4° brigada de tanques. Juntos, as tropas sobre o controle deles tomaram Cabul. O governo foi deposto e Daoud foi morto.
As sete da noite do dia 27 de abril, Qadir fez um anuncio na rádio afegã, na língua Dari, de que um Conselho Revolucionário das Forças Armadas tinha sido fundado, sendo ele o comandante. Os princípios declarados do conselho, dados no dia 27 de abril diziam que o governo era descomprometido com o Islamismo, democrático, e sem aliança ideológica:
"Pela primeira vez na história do Afeganistão, os últimos traços da Monarquia, da tirania, do despotismo ... acabaram, e todos os poderes do estado estão nas mãos do povo do Afeganistão."
O Conselho Revolucionário era formado por ele, Hafizullah Amin, e pelo Major Mohammad Aslam Watanjar, esse conselho assumiu o controle do país até a que um governo civil foi iniciado. No dia 30 de abril, o recém criado Conselho Revolucionário do PDPA (com Nur Mohammad Taraki e Babrak Karmal na liderança) iniciou o primeiro de uma série de decretos. O decreto aboliu o conselho revolucionário militar. Um segundo decreto, assinado em 1 de maio, nomeou os membros do primeiro gabinete que fizeram de Qadir ministro da defesa.

## Membro do governo Khalqist
Ele se tornou ministro da defesa em maio de 1978 e ficando no cargo por três meses. No dia 6 de maio Qadir pediu conselhos aos comandantes soviéticos sobre como lidar com todas as pessoas presas. Em 17 de agosto, Qadir, ainda sendo o ministro da defesa, foi preso por seu envolvimento em uma conspiração que tinha sido organizada pelos Parcham exilados fora do país. Enquanto Qadir permanecia popular entre os militares, o presidente Taraki não tentou matá-lo e em vez disso ele foi sentenciado a 15 anos de prisão.

A politica de Taraki e de Hafizullah Amin para controlar as pessoas com o objetivo de concentrar todo o poder em suas mãos se tornou muito aparente. O primeiro ministro Amin mais tarde declarou:
"O partido se tornou incapaz de fazer de Qadir um verdadeiro Marxista-Leninista, preparado para ignorar qualquer influência negativa. Esse foi o nosso erro"

## Membro do governo Parchami
Após a Invasão soviética no Afeganistão em 1979 que assassinou Hafizullah Amin, Qadir foi solto da prisão durante o regime de released Babrak Karmal, os postos que ele possuía no PDPA antes de ser enviado para a prisão foram restaurados. Ele serviu novamente como ministro da defesa (1982-1985) durante a administração de Babrak.

Após a invasão soviética, Cabul foi colocada em estado de sitio. As pontes foram bloqueadas, barreiras foram colocadas em todas as estradas levando para a cidade e Qadir se tornou o comandante da cidade. Como parte das mudanças na liderança do país, ele renunciou do Politburo em novembro de 1985, um ano depois ele foi nomeado embaixador na Polônia pelo presidente Mohammad Najibullah. Ele foi chamado de volta ao Afeganistão em 1988 e foi eleito para o parlamento. Após a rendição soviética em 1989, acredita-se que fugiu para a Bulgária e conseguiu asilo político.